# ميليسا دي لا كروز
ميليسا دي لا كروز (بالإنجليزية: Melissa de la Cruz)‏ (7 يوليو 1971، مانيلا في الفلبين)؛ كاتِبة مُتخصِّصة في أدب الأطفال وروائية فلبينية-أمريكية. درست في جامعة كولومبيا.

## روابط خارجية
- ميليسا دي لا كروز على موقع IMDb (الإنجليزية)